# Route 221 (Terre-Neuve-et-Labrador)
Pour les articles homonymes, voir Route 221.
La route 221 est une route provinciale tertiaire de la province canadienne de Terre-Neuve-et-Labrador située dans le sud-est de l'île de Terre-Neuve, sur la péninsule de Burin. D'orientation nord-sud, elle relie la route 220 à Salt Pond à la ville de Fox Cove-Mortier sur une distance de seize kilomètres. Nommée Main Street, elle est une route moyennement empruntée et est asphaltée sur l'entièreté de son tracé. 

## Tracé
La route 221 débute à Salt Pond au croisement de la route 220, non loin de l'intersection de cette dernière avec la route 222. Elle suit la rive est de la baie de Burin sur huit kilomètres, en se dirigeant vers le sud. Elle traverse ensuite Burin en tant que rue principale ainsi que les villages de Port au Bras et de Mortier. Elle se termine à Fox Cove au croisement de Dimmer's Lane.

## Communautés traversées
- Salt Pond
- Burin Bay Arm
- Little Salmonier
- Black Duck Cove
- Burin
- Port au Bras
- Fox Cove-Mortier